# Discografia de Shania Twain
Esta é a discografia da cantora de Country/Pop canadense, Shania Twain. Até o momento ela já lançou quatro álbuns de estúdio, dois álbuns de compilação, três álbuns não oficializados, um álbum ao vivo e seis álbuns em vídeo, e já lançou 36 singles sendo 18 diretamente no Top 10 da Billboard, sendo que mais da metade atingiram o Top 1.
Sozinha ela já vendeu até a data mais de 48 milhões de álbuns nos EUA e mais de 4,2 milhões de álbuns no Canadá, a artista com o maior número de vendas na história. Multi disco-de-platina em vendas de álbuns em 32 países, incluindo Canadá, Austrália, Inglaterra, Indonésia, Holanda, Brasil e Noruega, e mais de 75 milhões de discos vendidos no mundo todo, se tornando um dos maiores fenômenos de vendas de discos da história da música mundial.
Assinando um contrato com a gravadora Mercury Nashville em 1993, Twain fez sua estreia nesse ano com seu primeiro álbum auto-intitulado, Shania Twain do qual não tocou nas radios e não se saiu bem nas paradas Country. O álbum produziu os singles "What Made You Say That", "Dance with the One That Brought You" e "You Lay a Whole Lot of Love on Me". Logo o álbum se tornou um fracasso comercial na época, mas atraiu interesse do produtor Robert John "Mutt" Lange.
Logo após conhece-lo, ele e Shania trabalharam juntos e começaram a compor (o que gerou o casamento dos dois), ele produziu o seu segundo álbum intitulado The Woman In Me lançado em 1995. Saindo-se muito melhor nas paradas do que em seu álbum anterior. O álbum foi um grande sucesso de vendas com mais de 12 milhões de cópias nos Estados Unidos, e com o a música "Any Man Of Mine" que Twain conseguiu seu primeiro singue no Top 100 da Billboard. O álbum ficou em 1º lugar nas paradas country da Billboard e ficou no Top 5 da Billboard 200, gerando singles de sucesso como "Whose Bed Have Your Boots Been Under?", "I'm Outta Here!", "You Win My Love" e "No One Neeeds To Know".
O álbum The Woman In Me rapidamente se tornou um grande sucesso, certificada como Disco de Diamente de como 12 vezes álbum de Platina, tornado-se o mais vendido de uma artista feminina de country em todos os tempos nos Estados Unidos, e vendeu mais de 20 milhões de cópias no mundo todo até os dias atuais, porém gerou uma série de criticas a Shania Twain, pelo fato de que em algumas músicas do disco ela ter acrescentado um "tom" de estilo Pop junto com o Country, assim muitos críticos divulgaram que o álbum não era de Country, e acusaram Twain de forjar a música country. Porém, Shania calou os críticos depois de seu álbum ter quebrado o recorde de vendas por uma artista country, por ter ganhado o Grammy de melhor álbum Country, e  pelo fenomenal sucesso que ela fez com seu novo álbum Come on Over.
Com o lançamento de Come on Over em 1997, Twain praticamente revolucionou a música country para sempre, misturando country com Pop, o álbum se tornou um fenômeno de vendas, fazando Shania superar seu próprio recorde de álbum mais vendido de uma artista country feminina nos EUA, com mais de 15,5 milhões de cópias vendidas nas medições da Nielsen SoundScan, gerou 11 singles diretamente no Top 100 da Billboard (Top 40) e todos os 11 também no Top 10 nas paradas country da Billboard (Top 1), gerando também 5 singles no Top 1 nas paradas da Billboard ("You're Still the One", "From This Moment On", "That Don't Impress Me Much", "Man! I Feel Like a Woman!" e "You've Got a Way",), os quais receberam certificação de Platina pela RIAA. Come on Over quebrou diversos recordes de vendas sendo o Álbum de Country mais vendido de sempre e o álbum mais vendido de todos os tempos de uma artista feminina nos Estados Unidos e no Mundo Todo em qualquer gênero, com mais de 40 milhões de cópias vendidas no mundo todo.[carece de fontes?]
Em 2002 após uma pausa em sua carreira Shania lança Up!, que logo após o seu lançamento ficou cinco semanas consecutivas no Top 1 na Billboard 200 e nas paradas Country da Billboard, vendendo mas de 3 milhões de cópias em menos de seis semanas. Up! foi um grande sucesso comercial e já vendeu mais de 20 milhões de cópias no muno todo, sendo certificado como Disco de Diamante e 11 vezes Multi-Platina pela RIAA. gerou 8 singles e seu primeiro single do álbum foi "I'm Gonna Getcha Good!". Up! foi certificado com Disco de Diamante no Canadá apenas um mês depois de seu lançamento.
Em 2004, Shania lançou seu primeiro álbum de grandes sucessos. O álbum contém 18 de seus maiores sucessos a partir de três de seus três álbuns de estúdio. O álbum também contém três músicas novas, "Party for Two", que foi gravado em duas versões (sendo que somente uma delas foi lançada no Brasil), "Don't" e "I Ain't No Quitter". No final de 2005, Shania lançou um novo single, "Shoes", que foi gravada para o álbum "Music From", que foi trilha sonora para o ABC séries de televisão, "Desperate Housewives" . Em 2011, Shania lança "Today Is Your Day", seu primeiro single em seis anos e sua primeira música após seu divórcio com Lange. Essa música é seu primeiro single de seu quinto álbum de estúdio que está em processo de gravação.
Até os dias de hoje, Shania Twain é a única artista feminina certificada com Três Discos de Diamante consecutivos Pela RIAA. Já vendeu mais de 48 milhões de discos nos Estados Unidos e mais de 85 milhões de discos vendidos no mundo todo, é a artista feminina mais vendida e mais bem-sucedida da música Country em todos os tempos.

## Álbuns de estúdio
| Álbum           | Detalhes | Posição nas Paradas | Posição nas Paradas | Posição nas Paradas | Posição nas Paradas | Posição nas Paradas | Posição nas Paradas | Posição nas Paradas | Posição nas Paradas | Posição nas Paradas | Posição nas Paradas | Posição nas Paradas | Certificações      |
| Álbum           | Detalhes | CAN                 | CAN Country         | AUS                 | DEU                 | IRL                 | HOL                 | NOR                 | NZ                  | UK                  | EUA                 | EUA Country         | Certificações      |
| --------------- | --- | ------------------- | ------------------- | ------------------- | ------------------- | ------------------- | ------------------- | ------------------- | ------------------- | ------------------- | ------------------- | ------------------- | ------------------ |
| Shania Twain    | - Lançamento: 20 de abril de 1993 - Gravadora: Mercury Nashville - Formato: CD, cassete, download digital    | —                   | 28                  | —                   | —                   | —                   | —                   | 40                  | —                   | 58                  | —                   | 67                  | - EUA: Platina     |
| The Woman in Me | - Lançamento: 7 de fevereiro de 1995 - Gravadora: Mercury Nashville - Formato: CD, cassete, download digital | 6                   | 1                   | 17                  | 72                  | 60                  | 46                  | 5                   | 38                  | 7                   | 5                   | 1                   | - EUA: 12× Platina |
| Come On Over    | - Lançamento: 4 de novembro de 1997 - Gravadora: Mercury Nashville - Formato: CD, cassete, download digital  | 1                   | 1                   | 1                   | 8                   | 1                   | 1                   | 1                   | 1                   | 1                   | 2                   | 1                   | - EUA: 20× Platina |
| Up!             | - Lançamento: 18 de novembro de 2002 - Gravadora: Mercury Nashville - Formato: CD, cassete, download digital | 1                   | —                   | 1                   | 1                   | 3                   | 8                   | 2                   | 1                   | 4                   | 1                   | 1                   | - EUA: 11× Platina |
| Now             | - Lançamento: 29 de setembro de 2017 - Gravadora: Mercury Nashville - Formato: CD, LP, download digital      | 1                   | —                   | 1                   | 12                  | 4                   | 22                  | 21                  | 3                   | 1                   | 1                   | 1                   | - CAN: Platina     |

## Álbuns de compilação
| Ano           | Detalhes | Posição nas Paradas | Posição nas Paradas | Posição nas Paradas | Posição nas Paradas | Posição nas Paradas | Posição nas Paradas | Posição nas Paradas | Posição nas Paradas | Posição nas Paradas | Posição nas Paradas | Certificações     |
| Ano           | Detalhes | CAN                 | AUS                 | ALE                 | IRL                 | HOL                 | NOR                 | NZ                  | UK                  | EUA                 | EUA Country         | Certificações     |
| ------------- | --- | ------------------- | ------------------- | ------------------- | ------------------- | ------------------- | ------------------- | ------------------- | ------------------- | ------------------- | ------------------- | ----------------- |
| Greatest Hits | - Lançamento: 8 de novembro de 2004 - Gravadora: Mercury Nashville - Formato: CD, cassete, download digital | 1                   | 10                  | 3                   | 6                   | 14                  | 14                  | 10                  | 6                   | 2                   | 1                   | - EUA: 4× Platina |

| Ano  | CD                              | Vendas     |
| ---- | ------------------------------- | ---------- |
| 2001 | The Complete Limelight Sessions | 1.000.000  |
| 2004 | Greatest Hits                   | 10.000.000 |

## Álbuns ao vivo
- 2015 - Still The One: Live From Vegas

## Álbuns não oficializados
- 2000 - Wild "e" Wicked
- 2003 - Impressions Of A Woman
- 2008 - The Will of a Woman

## Álbuns de vídeo

### DVD
- 1999 - Live (VHS / DVD)
- 2001 - The Platinum Collection (DVD)
- 2001 - The Specials (DVD)
- 2003 - Up! Live in Chicago (DVD)
- 2004 - Up! Close and Personal (DVD)
- 2015 - Still The One: Live From Vegas (BLU-RAY / DVD)

### Vídeos musicais
- "What Made You Say That?"
- "Dance With The One That Brought You"
- "You Lay a Hole Lot Of Love on Me "
- "Whose Bed Have Your Boots Been Under?"
- "Any Man Of Mine "
- "The Woman In Me (Need The Man In You)"
- "(If You're Not In It For Love) I'm Outta Here "
- "You Win My Love"
- "No One Needs to Know "
- "Home Ain´t Where His Heart Is (Anymore)"
- "God Bless The Child "
- "Love Gets Me Every Time "
- "Don't Be Stupid (You Know I Love You)"
- "You're Still The One "
- "Honey I'm Home "
- "From This Moment  "
- "That Don't Impresse Me Much "
- "Man! I Feel Like a Woman"
- "You've Got a Way"
- "Come on Over" (ao vivo DVD "Live")
- "Rock This Country!" (ao vivo DVD "The Specials")
- "Up!"
- "Ka-Ching!"
- "Don't"
- "I'm Gonna Getcha Good! "
- "Forever And For Always"
- "I Ain't No Quitter!"
- "Party For Two" (com Mark McGrath)
- "Party For Two" (com Billy Currington)
- "Thank You Baby" (For Makin' Someday Come So Soon)
- "When You Kiss Me"
- "She's Not Just Pretty Face" (ao vivo DVD "Up! Live In Chicago")
- "It Only Hurts When I'm Breathing" (ao vivo DVD "Up! Live In Chicago")
- " Today Is Your Day"

## Singles
Retirados do álbum Shania Twain
- "What Made You Say That" (1993)
- "Dance With The One that Brought You" (1993)
- "You Lay A Whole lot Of Love On Me" (1993)

Retirados do álbum The Woman in Me
- "Whose Bed Have Your Boots Been Under?" (1995)
- "Any Man of Mine" (1995)
- "The Woman in Me (Needs The Man In You)" (1995)
- "(If You're Not in it For Love) I'm Outta Here!" (1995)
- "you Win My Love" (1996)
- "No One Needs To Know" (1996)
- "home Ain't where His Heart Is (Anymore)" (1996)
- "God Bless the child" (1996)

Retirados do álbum Come on Over
- "Love Gets me Every Time" (1997)
- "Don't Be Stupid (You Know I Love You)" (1997)
- "You're Still the One" (1998)
- "From This Moment On" (1998)
- "When" (1998)
- "Honey, I'm Home" (1998)
- "That Don't Impress Me Much" (1998)
- "Man! I Feel Like a Woman" (1999)
- "You've Got a Way" (1999)
- "Come On Over" (1999)
- "Rock This Country" (2000)
- "I'm Holdin' On To Love (To Save My life)" (2000)

Retirados do álbum Up!
- "I'm Gonna Getcha Good!" (2002)
- "Up!" (2003)
- "Ka-Ching!" (2003)
- "Forever and for Always" (2003)
- "Thank You Baby" (2003)
- "She's Not Just a Pretty Face" (2003)
- "When You Kiss Me" (2003)
- "It Only Hurts When I'm Breathing" (2004)

Retirados do álbum Greatest Hits
- "Party for Two" (2004)
- "Don't!" (2005)
- "I Ain't no Quitter" (2005)

Outros singles
- "Shoes" (2005)
- "Today is Your Day" (2011)